# Amicroterys jugoslavicus
Amicroterys jugoslavicus is een vliesvleugelig insect uit de familie Encyrtidae. De wetenschappelijke naam is voor het eerst geldig gepubliceerd in 1976 door Hoffer.